# Еберхард V фон Еберщайн
Еберхард V фон Еберщайн (на немски: Eberhard V, Graf von Eberstein & Sayn; * пр. 1243; † между октомври 1248 и 20 септември 1253) е граф от южнозападния благороднически род Еберщайн-Сайн.

## Произход
Той е син на граф Еберхард IV фон Еберщайн († 1263) и втората му съпруга Аделхайд фон Сайн († 1263), вдовицата на граф Готфрид III фон Спонхайм († 1218), дъщеря на граф Хайнрих II фон Сайн († 1201/1202) и Агнес фон Зафенберг († 1200). Майка му е наследничка на бездетния си брат Хайнрих III (1202 – 1246), последният граф на Графство Сайн.
Еберхард V фон Еберщайн умира 1253 г. преди родителите си.

## Фамилия
Еберхард V фон Еберщайн се жени пр. 9 март 1243 г. за маркграфиня Елизабет фон Баден (* ок. 1230; † ок. 20 март 1266), дъщеря на маркграф Херман V фон Баден († 1243) и пфалцграфиня Ирменгард Саксонска при Рейн († 1260), внучка на херцог Хайнрих Лъв († 1195). Те имат децата:
- Аделхайд фон Еберщайн-Сайн († сл. 1277), омъжена сл. 1251 г. за граф Рудолф II фон Тюбинген († 12 май 1277), син на пфалцграф Рудолф II фон Тюбинген († 1247)
- Елизабет фон Еберщайн-Сайн († сл. 1258), омъжена за граф Гебхард III фон Тек

Вдовицата му Елизабет фон Баден се омъжва втори път преди декември 1253 г. за Лудвиг II фон Лихтенберг († 1271).